# Double Trouble (張學友歌曲)
Double Trouble是由香港歌手張學友演唱的一首歌曲，收錄在其爵士樂專輯《Private Corner》中，由Roxanne Seeman、Kine Ludvigsen-Fossheim與Olav Fossheim作曲，粵語歌詞則由香港作詞家喬星填詞。該首歌曲為該張專輯中第一首由環球唱片旗下公司上華唱片發行的單曲，其MV則於2010年3月首次公開。

## 香港音乐榜单
2010年4月，“Double Trouble”在HMVHK销售榜（香港最受欢迎的音乐榜单）上排名第一。专辑《Private Corner》也连续十三周占据HMVHK销售榜第一名。

## MV
當張學友的專輯《Private Corner》的銷量在亚洲達到 200,000 份時，環球唱片舉辦了一場慶典。在这场典礼上，張學友正式推出了他投资500,000港币制作的“Double Trouble“的MV。MV由夏永康导演，主演是來自中國大陸的杜鵑。
这首《double trouble》的MV也作为“特别附赠”被收入张学友的“Private Corner ”迷你音乐会的DVD发行版。

## 音乐评价
这首歌曲获得乐评人正面评价，腾讯音乐将“Double Trouble”评为《Private Corner》中的最佳单曲，并表示“既让人听得出面对歹徒时的那种小心翼翼的心情，又不失爵士乐该有的节奏跳跃感，”“更平添一份‘与歹徒做斗争、其乐无穷’的喜感”。

## 现场表演及媒体引用

### Private Corner 迷你音乐会
2010年4月30日，张学友在香港理工大学赛马会综艺馆举行的“Private Corner 迷你音乐会”上演出了《double trouble》。该音乐会的录音与2010年7月23日作为DVD版发行。

### 张学友1/2世纪世界巡回演唱会
2011年除夕夜，张学友1/2世纪世界巡回演唱会于上海启程，Double trouble是其演唱会上重头曲目。张学友与25名音乐家、18名舞者一同唱跳表演了这首曲目。在歌曲的结尾，张学友乘坐专为演唱会打造的直升机飞离现场。巡回演出与2012年5月结束，共计146场表演。

### Jade Solid 金奖十佳音乐奖
Double trouble是TvB 2012年jade solid金奖十佳音乐奖的开场曲目，由在电视剧中出演的香港演员们共同演唱。主持人之一的伍咏薇也登台献舞。

### 中国环球小姐
2013年9月28日，在中国环球小姐于上海进行选美大赛期间，现场乐队弹奏了《double trouble》的改编版本。